# Ali di farfalla
Ali di farfalla (Alas de mariposa) è un film del 1991 diretto da Juanma Bajo Ulloa.

## Riconoscimenti
- Concha de Oro al Festival di San Sebastián